# 로버트 니컬스
로버트 니컬스(Robert Nichols, 1924년 7월 20일 ~ 2013년 3월 21일)는 미국의 연극 배우, 텔레비전 배우이다.
오클랜드에서 태어났다.

## 도서
- Ardours and Endurances: Also, a Faun's Holiday, and Poems and Fantasies (1917)
- Ardours and Endurances: Also, a Faun's Holiday, and Poems and Fantasies (1917)